# 瓦尔罗德
瓦尔罗德是德国莱茵兰-普法尔茨州的一个市镇。总面积6.00平方公里，总人口866人，其中男性432人，女性434人（2011年12月31日），人口密度144人/平方公里。